# 格拉
格拉（德語：Gera，發音：[ˈɡeːʁa] ⓘ）是德国图林根州的非县辖城市，面积152.19平方千米，2023年12月31日人口为94,847人。

## 友好城市
格拉与以下城市结为友好城市：
- 荷蘭 阿纳姆
- 美国 韋恩堡
- 戈拉日代
- 芬兰 庫奧皮奧
- 俄羅斯 普斯科夫
- 俄羅斯 顿河畔罗斯托夫
- 法國 聖但尼
- 波蘭 斯凱爾涅維采
- 保加利亚 斯利文
- 羅馬尼亞 蒂米什瓦拉